# Márcia Dantas
Márcia Dantas (née le 1er août 1987 à Belém) est une journaliste et présentatrice de télévision brésilienne. Depuis 2020, elle présente le programme d'information SBT Brasil, aux côtés de Marcelo Torres,.

## Carrière
Márcia commence sa carrière journalistique à l'âge de 19 ans en tant que stagiaire chez Record Belém.
En 2008, elle fait ses débuts à RBA TV (affilié à Band in Pará), où elle travaille comme journaliste et reste jusqu'en 2011.
Elle effectue son deuxième passage à Record Belém entre 2011 et 2015, où elle présente Fala Pará et Pará Record, jusqu'à son transfert au siège du réseau, à São Paulo.
En 2016, elle commence à travailler chez SBT, rejoignant dans un premier temps l'équipe de journalistes. Plus tard, elle commence à présenter des programmes journalistiques, tels que SBT Notícias, Primeiro Impacto et SBT Brasil, dans lesquels elle est actuellement présentatrice.
Outre la télévision, elle organise également des cours en ligne sur le journalisme télévisé et les techniques de travail à la télévision.

## Vie privée
Márcia était mariée au réalisateur de télévision Rafael Perantunes, avec qui elle a un fils, Gabriel, né en 2017. Elle se déclare fan du Clube do Remo[réf. nécessaire].